# Mongolská kuchyně

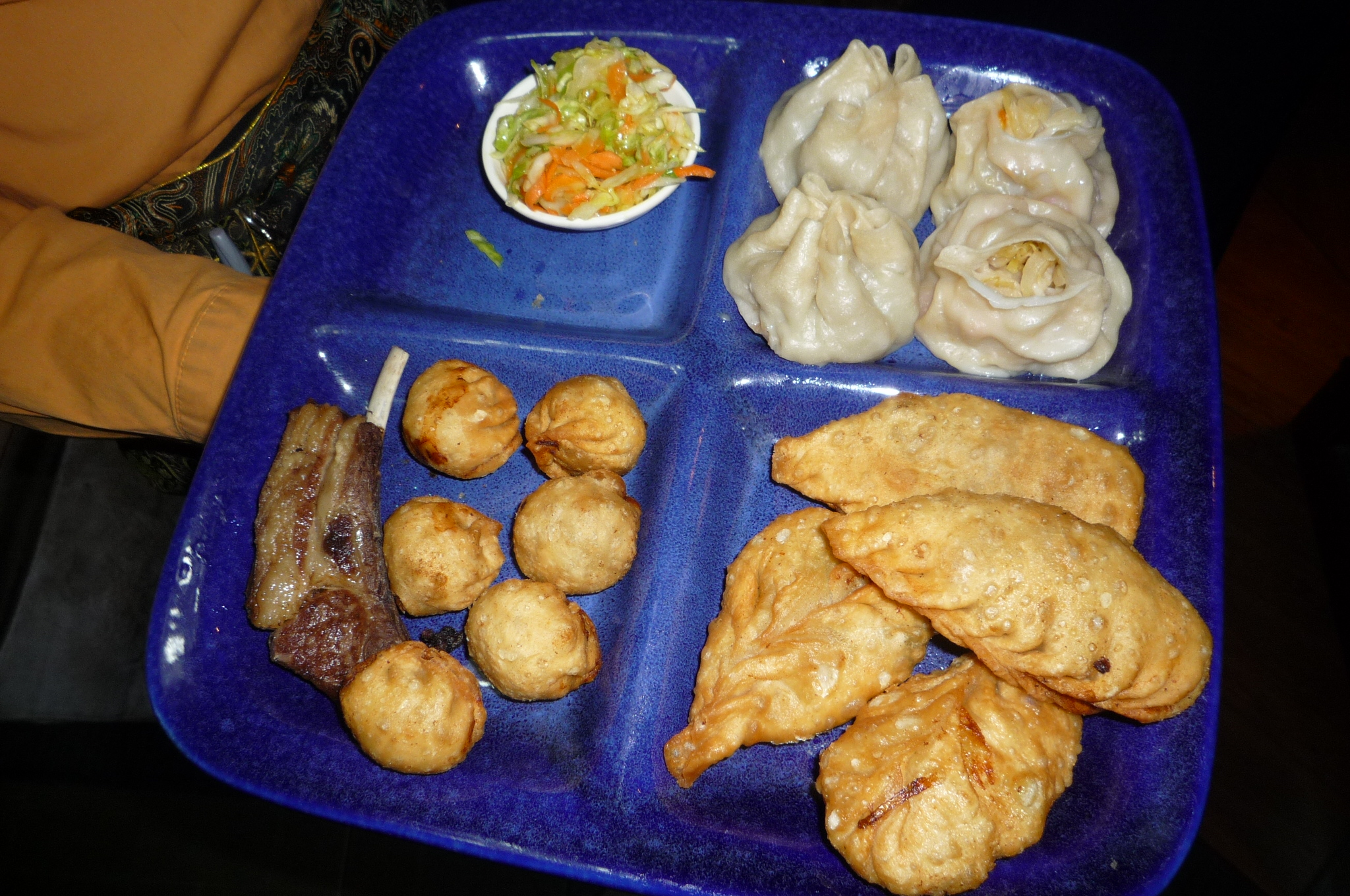
Zelenina, knedlíčky banš, maso, knedlíčky buuz a chušúr

Mongolská kuchyně (mongolsky: Монгол хоол) je vzhledem k stepním podmínkach, ve kterých Mongolové postaletí žili, velmi strohá a jednoduchá. Nejvíce využívá produktů z masa, mléčných výrobků a živočišných tuků. Využití zeleniny i různého koření je omezeno. Vzhledem k blízké zeměpisné poloze i hlubokými historickými vazbami mezi Čínou a Ruskem je mongolská kuchyně ovlivněna čínskou a ruskou kuchyní méně než by se dalo čekat.

## Ingredience
Mongolští kočovníci stále žijí z produktů zvířat, jako je hovězí dobytek, ovce, koně, kozy, velbloudi, jaci a také divoká zvěř. Maso se buď uvaří do polévek či knedlíčků (chušúr), nebo se usuší na zimu (borts). Mongolská strava obsahuje mnoho živočišného tuku, který byl hlavně v minulosti důležitý pro Mongoly k překonání chladné zimy (až −40 °C) a tvrdé práce. Mléko a smetana (hlavně kobylí či kravské) sloužily k výrobě různých nápojů, stejně tak jako k výrobě jogurtů či sýrů.
Oblíbenými obilovinami jsou ječmen a rýže. Z ječmenné mouky se nejčastěji připravují nudle, těsto na knedlíčky či ječná kaše. Nudle se tradičně přidávají do polévek, nebo do různých směsí masa, popřípadě i zeleniny. Vzácněji se používá i zelenina – například brambory, zelí, vodnice, cibule nebo česnek (kterým se také pokrmy dochucují).

## Tradiční pokrmy
Většina tradičních jídel je tvořena masem. Mongolové vaří mnoho druhů knedlíčků či placek z ječmenné mouky plněných masem. Chušúr jsou velké smažené knedlíky plněné výhradně skopovým masem. Dalším typem knedlíků jsou buuz, malé knedlíčky plněné masem a vařené v páře, nebo banš, masové knedlíčky vařené ve vodě. Maso se také často dusí (cuivan, budaatai huurga), nebo přidává do nudlových polévek (guriltai šol). Cuivan je nudlová směs se zeleninou a masem.
Nejpozoruhodnější způsob přípravy jídla je využíván hlavně při oslavách kdy se maso (společně se zeleninou) připraví na nahřátých kamenech. Buď se použije jehněčí maso (chorchog) nebo vykostěný svišť či koza, do kterých se kameny nakladou (boodog).
Poté, co se mléko zbaví smetany (öröm), připravují se z něj sýry (byaslag), sušený tvaroh (aaruul), jogurty a kefíry.
Tradičním dezertem je smažené těsto boorcog, podobné koblihám.

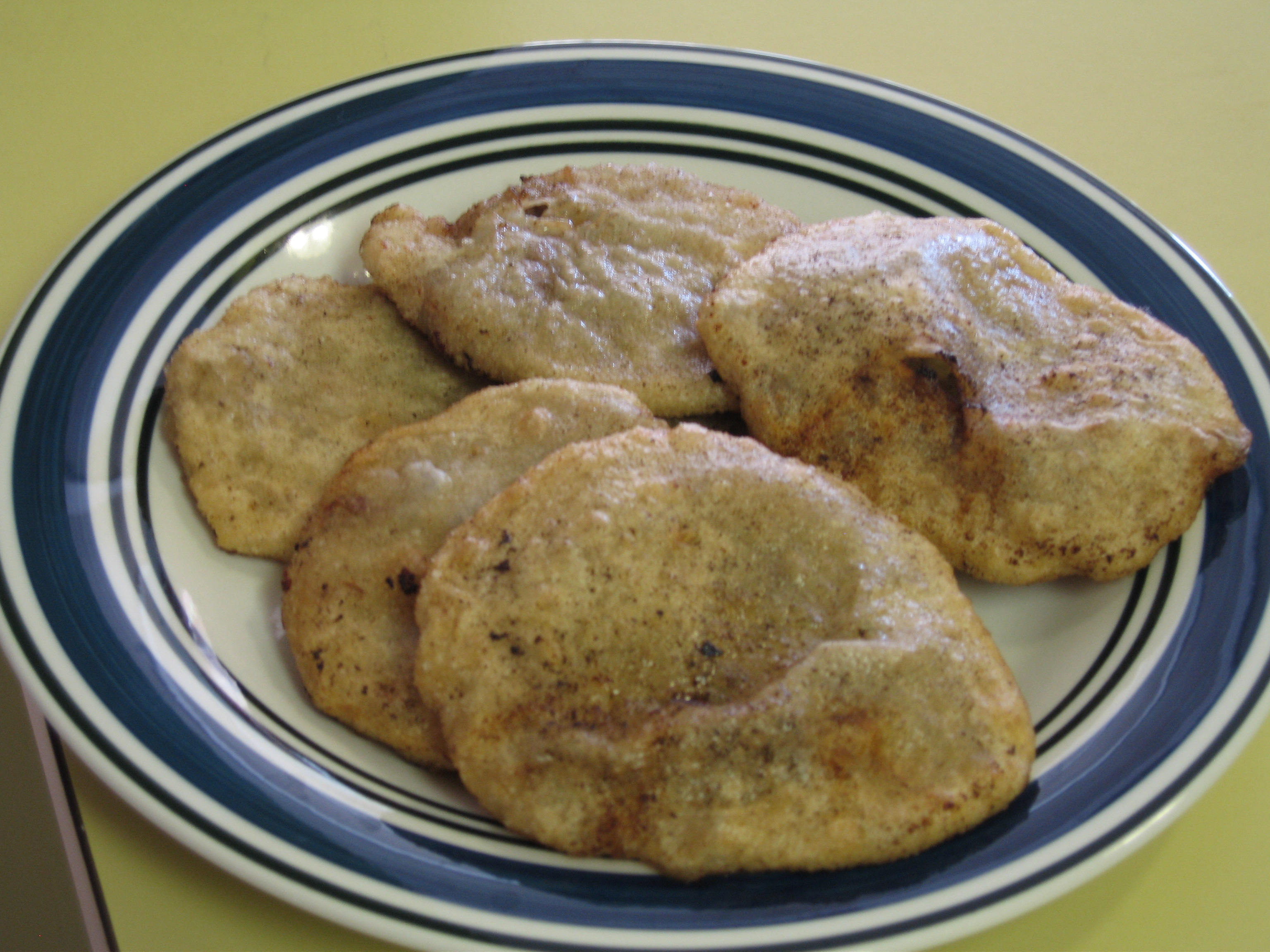
Chušúr
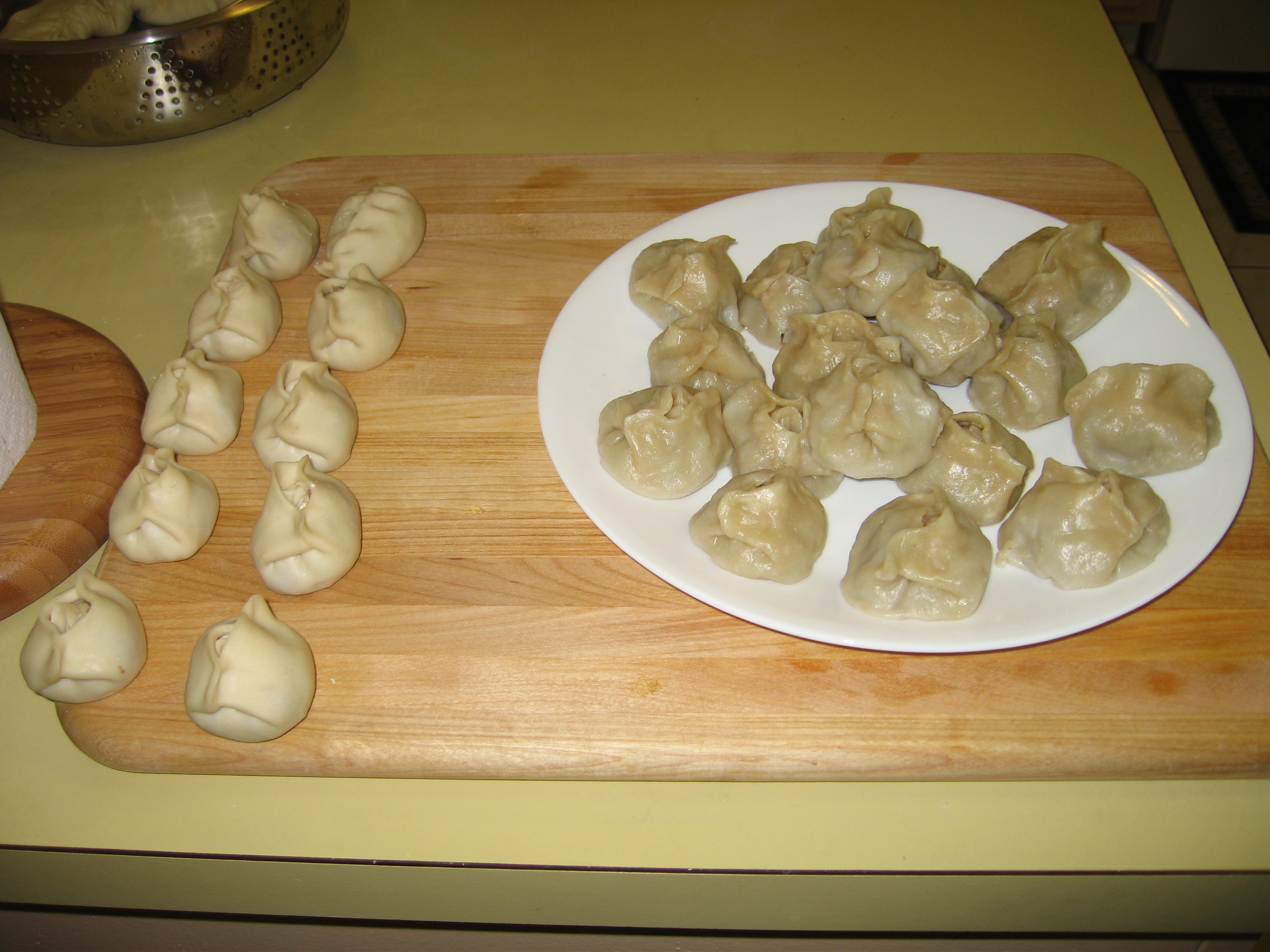
Knedlíčky buuz
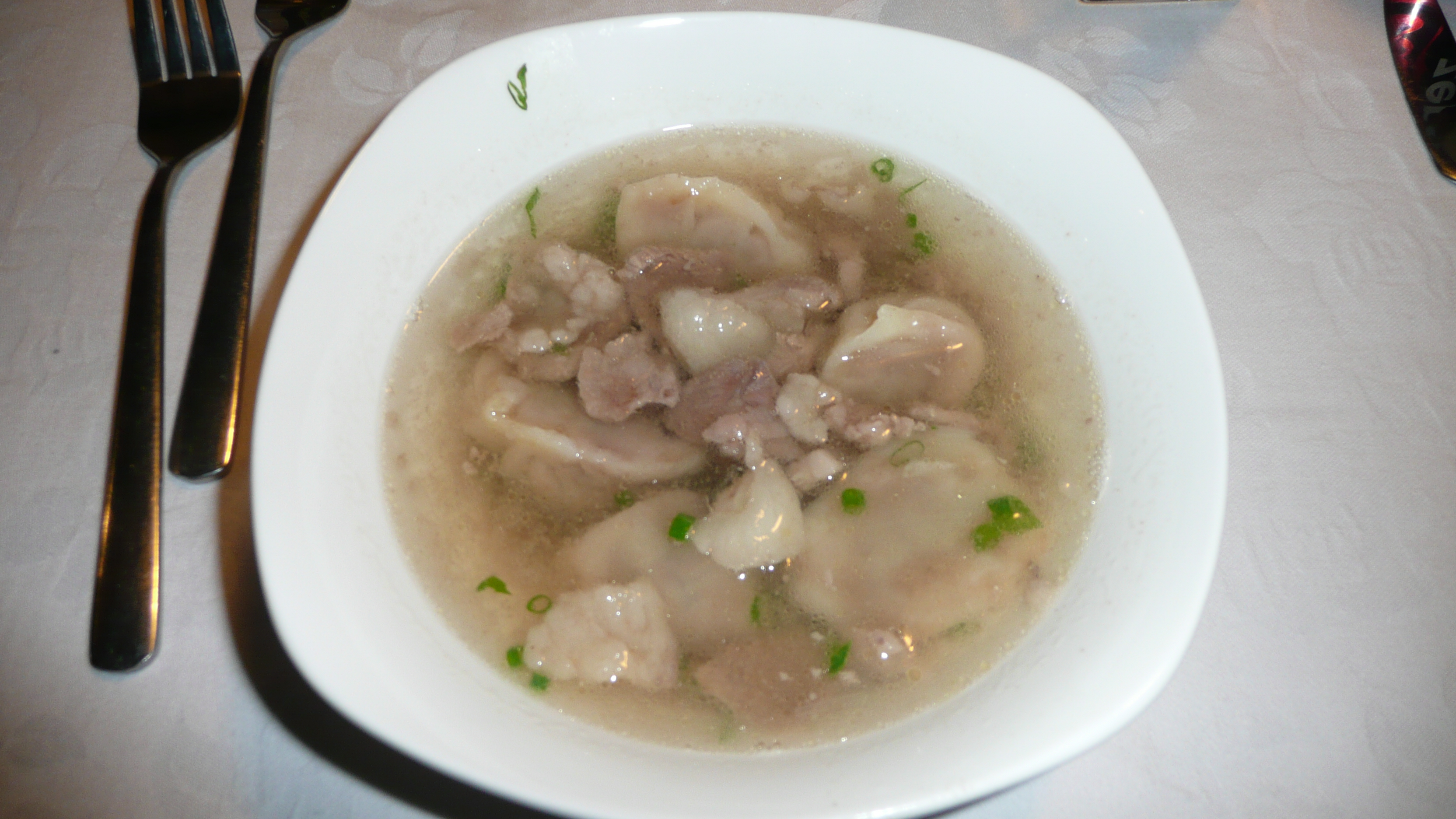
Polévka s knedlíčky banš
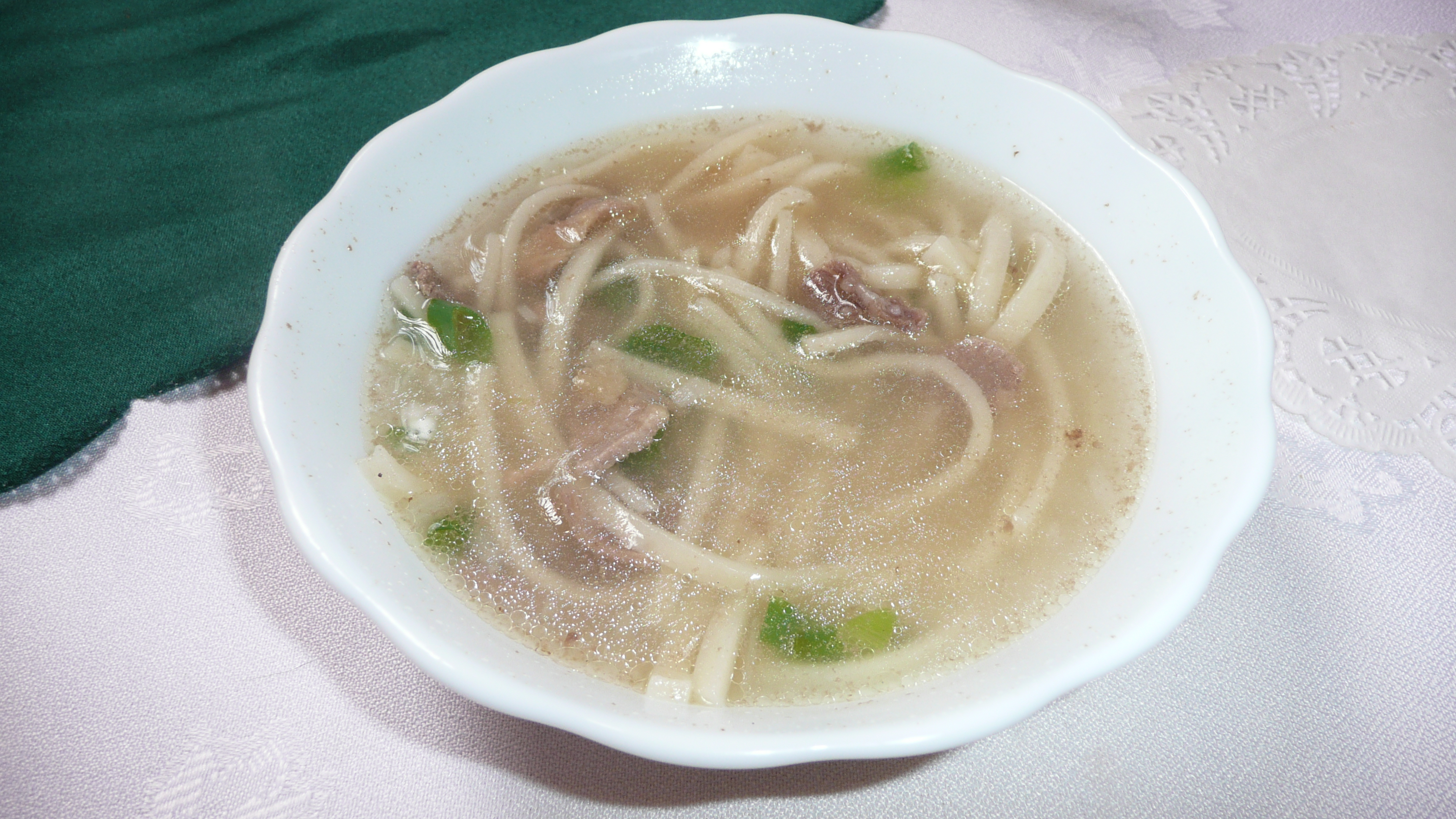
Mongolská nudlová polévka
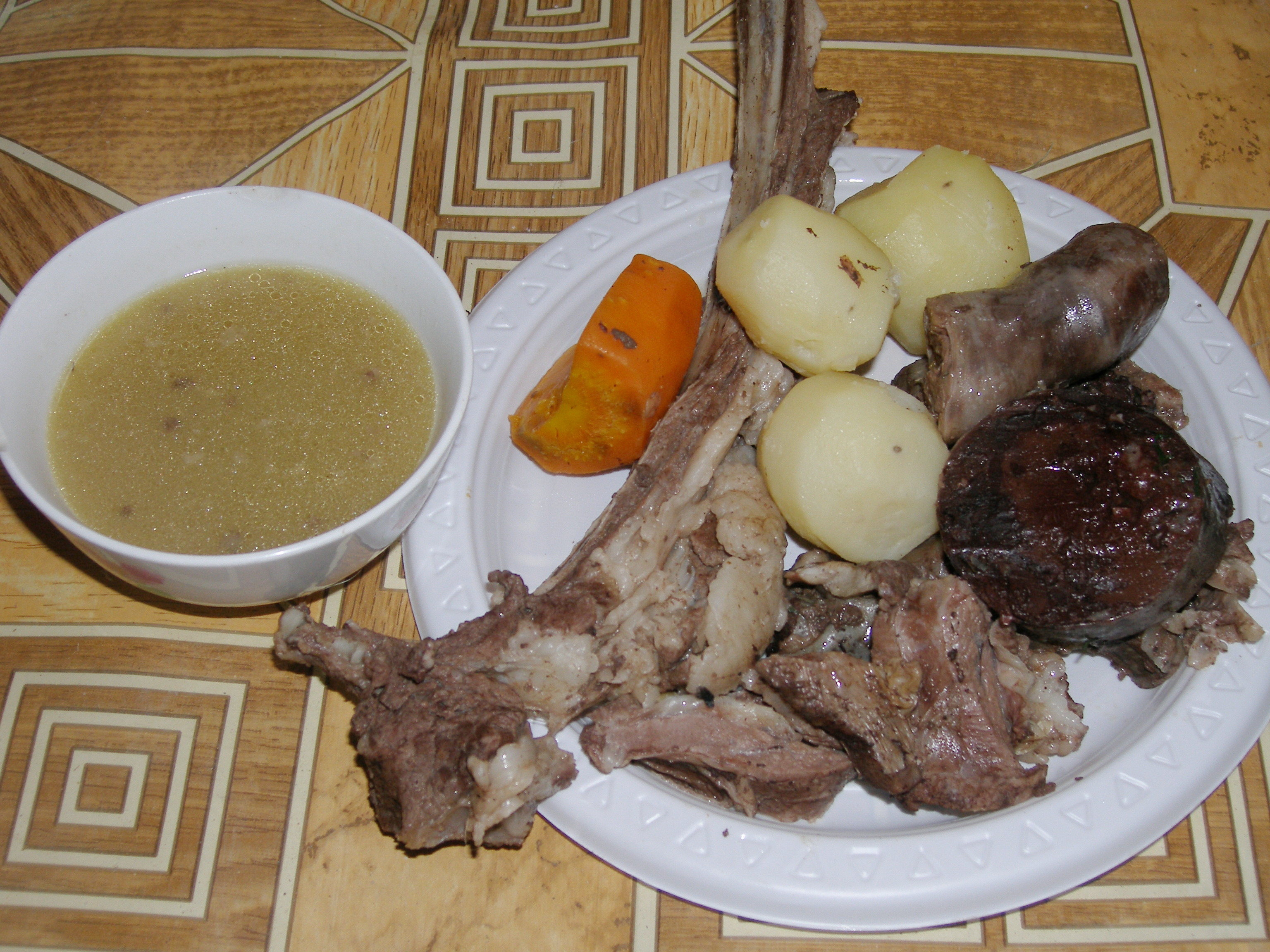
Dušené maso
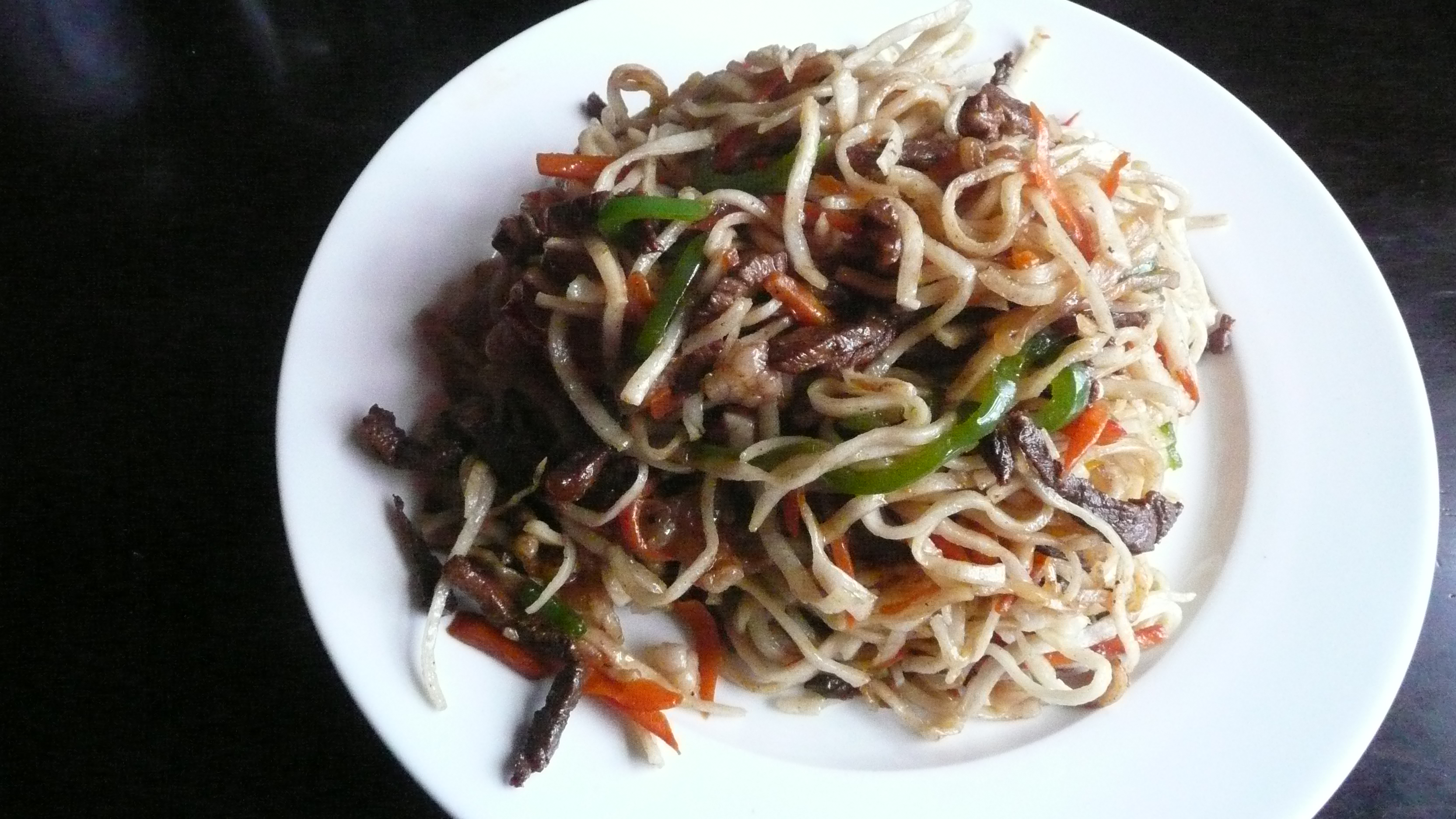
Nudlová směs cuivan
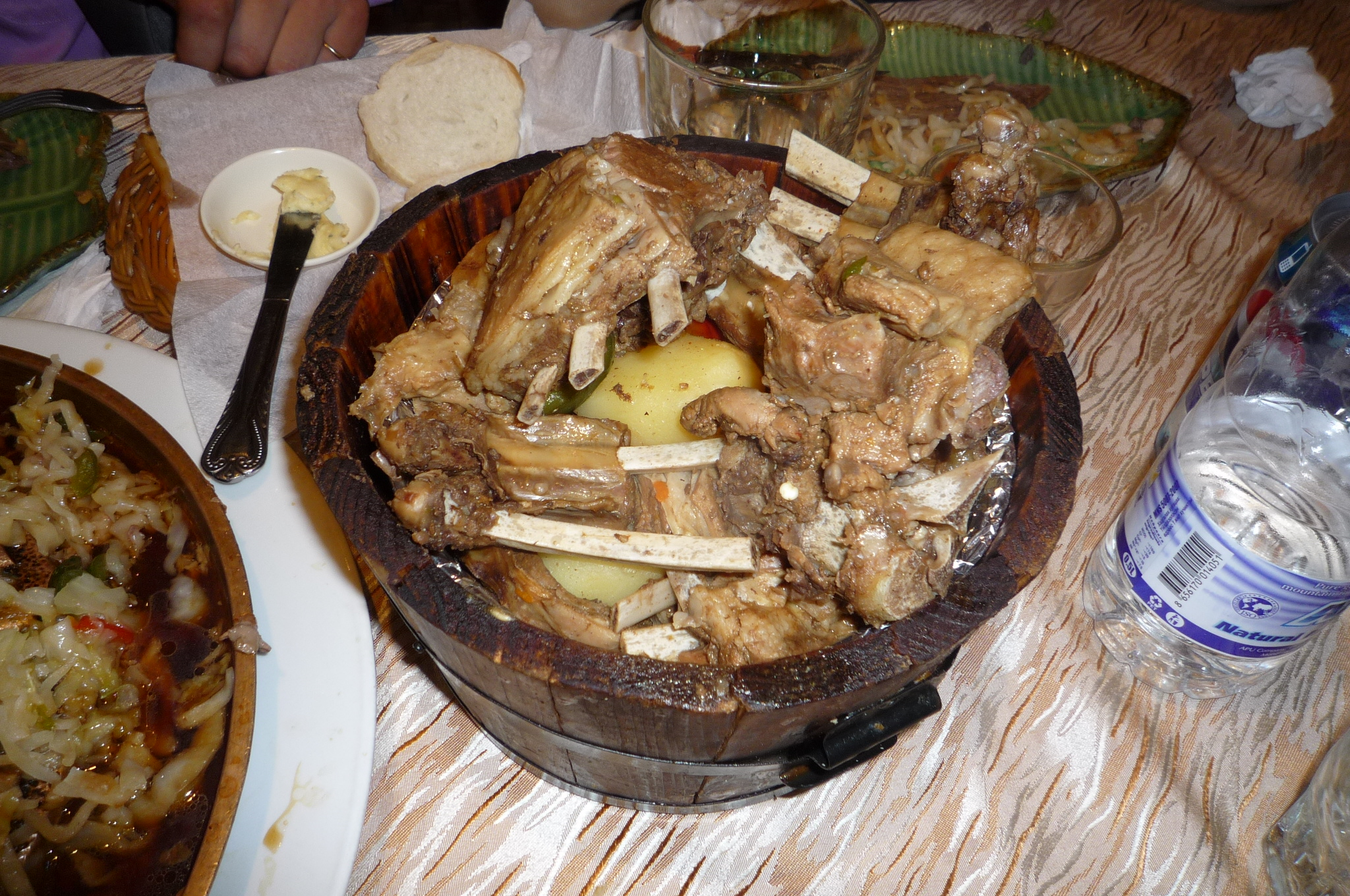
Jehněčí pečené na kamenech chorchog
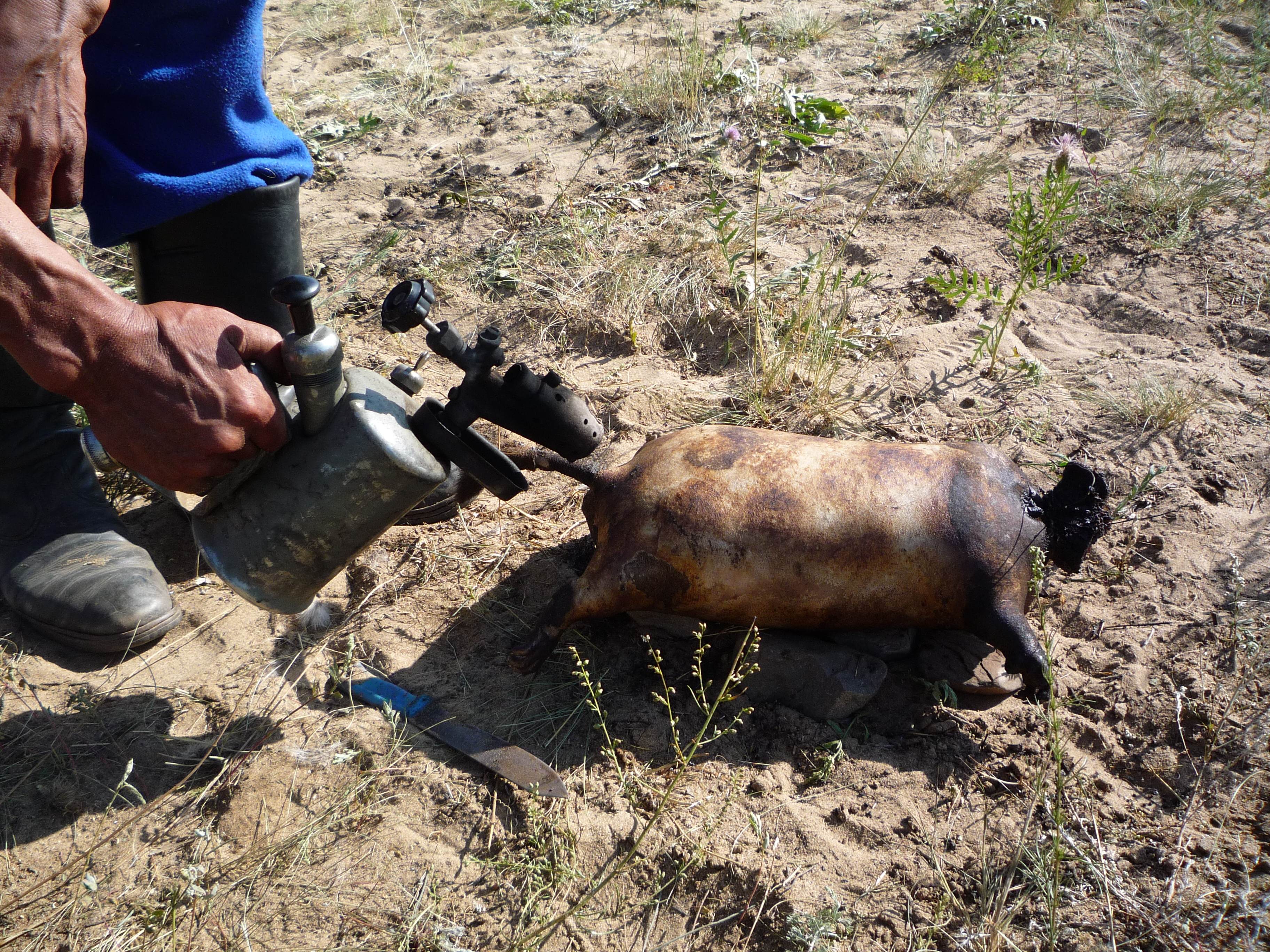
Příprava boodog
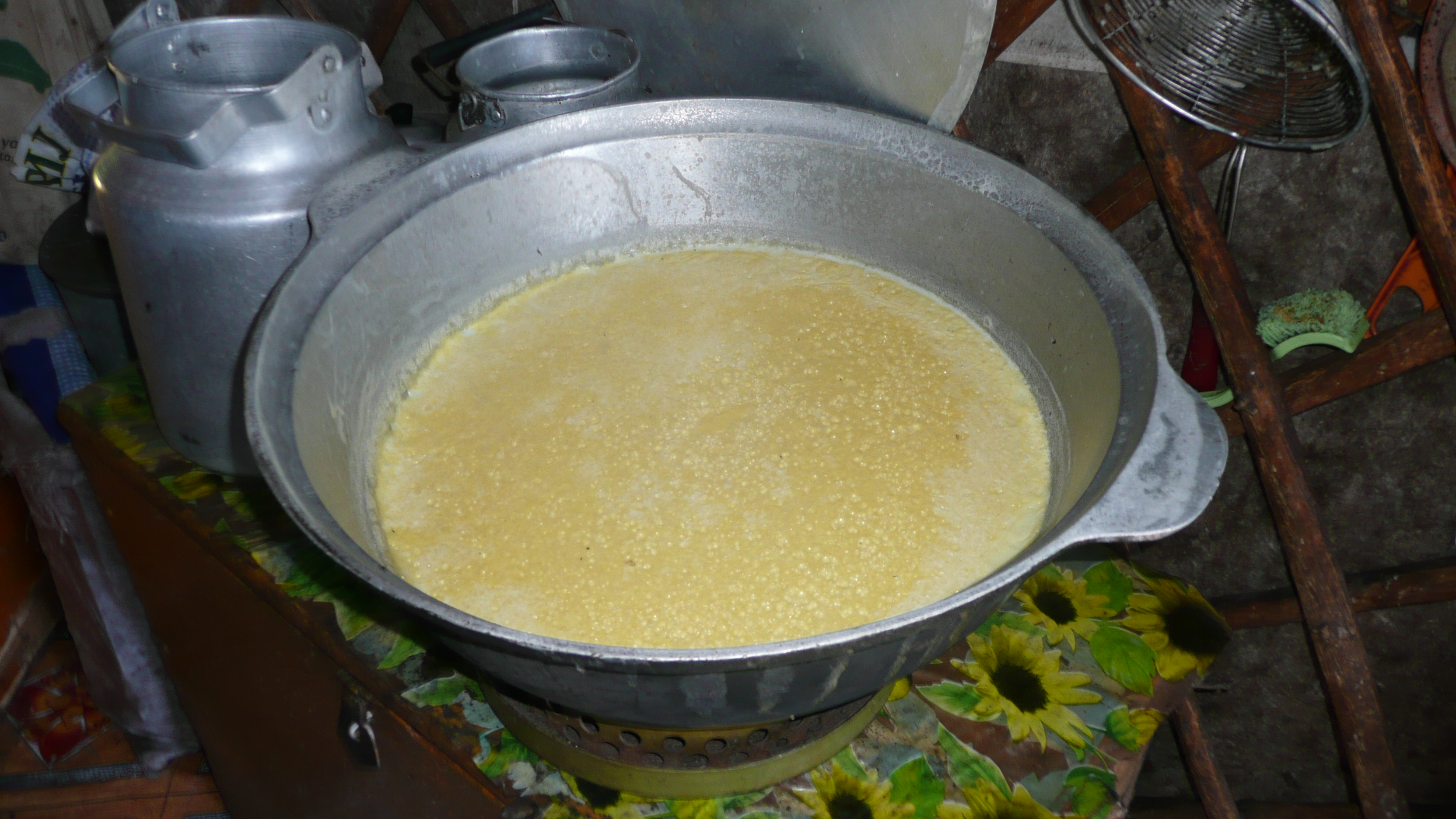
Hustá smetana öröm
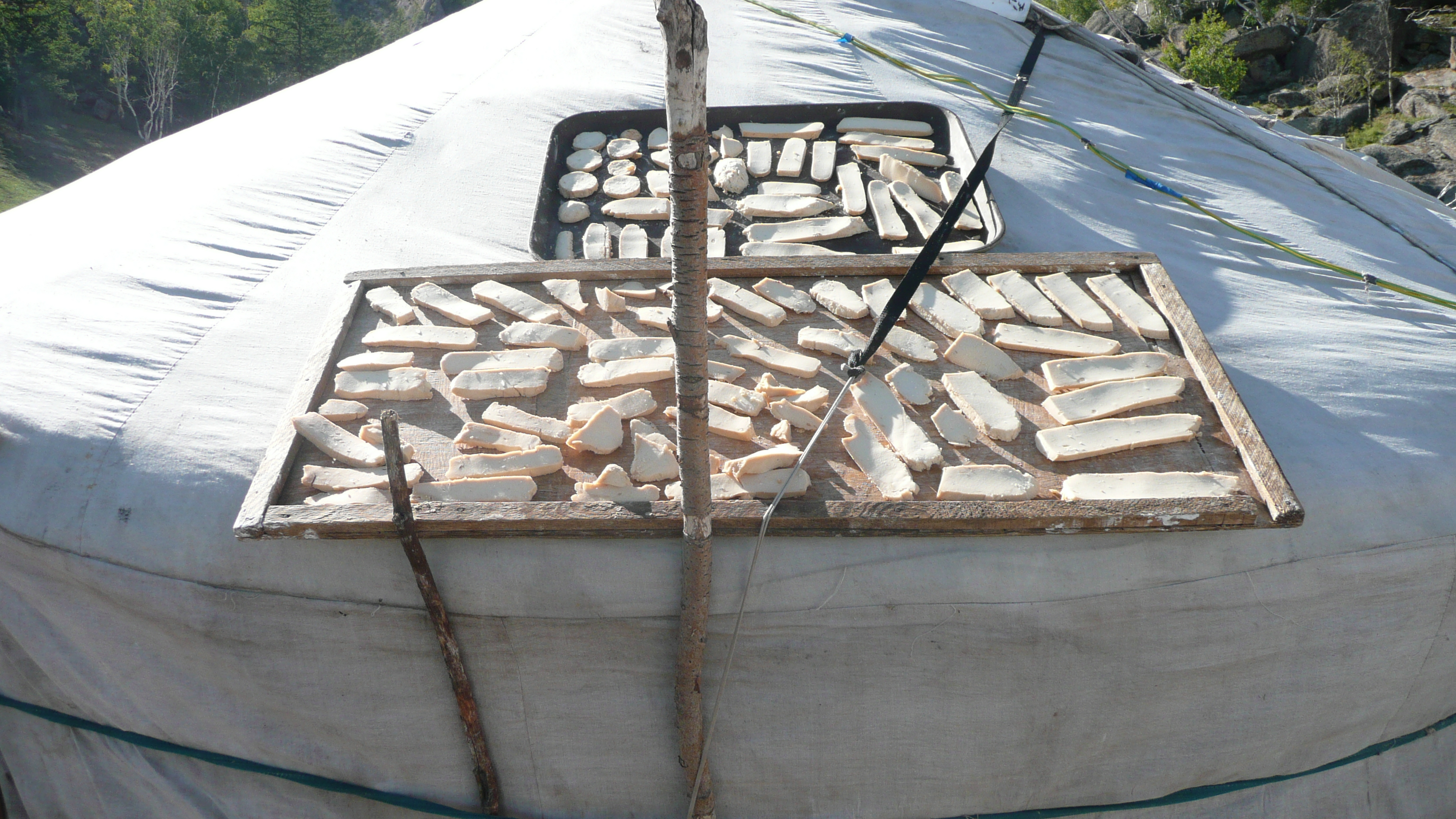
Sušící se tvaroh aaruul
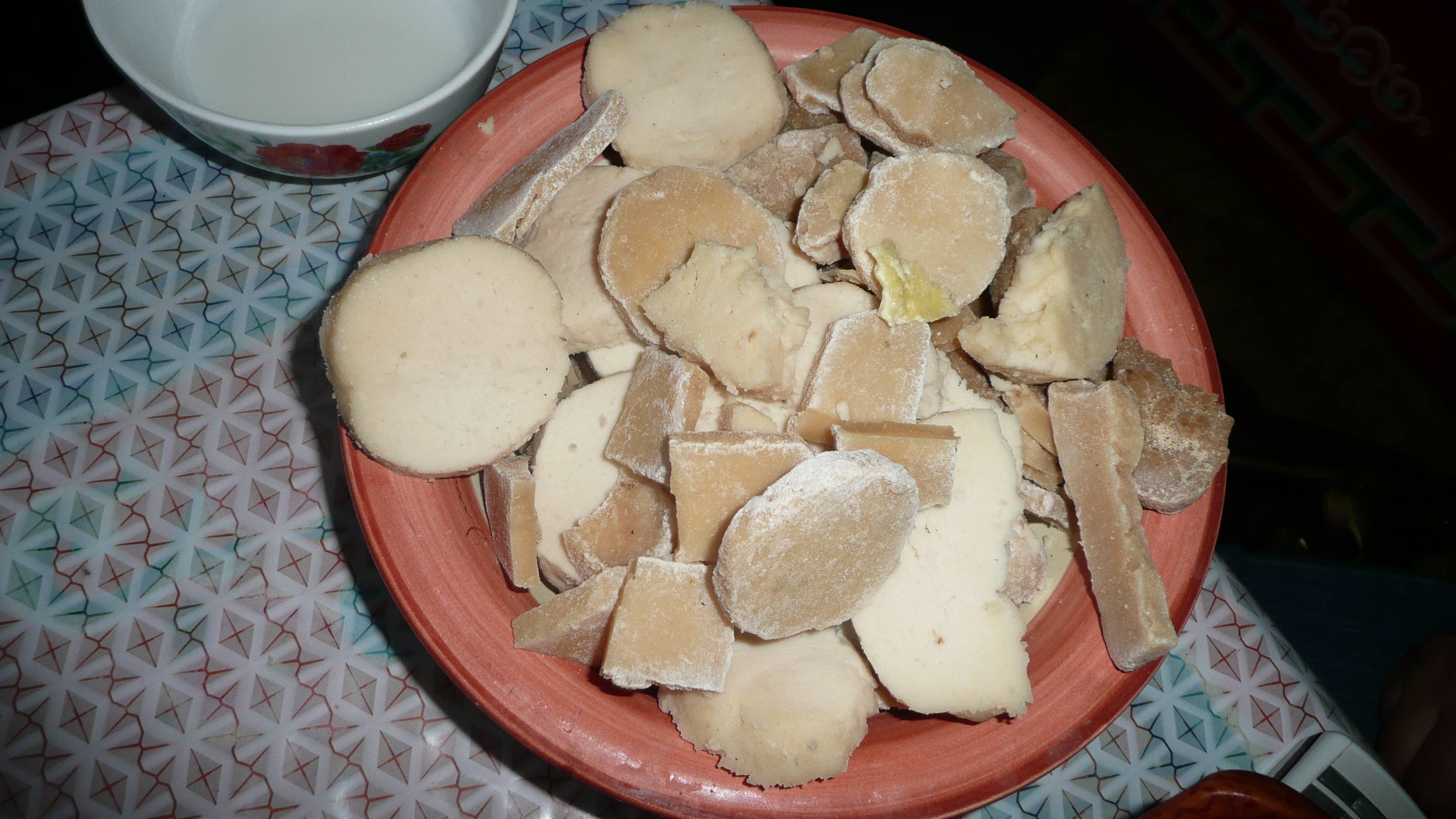
Sušený tvaroh aaruul
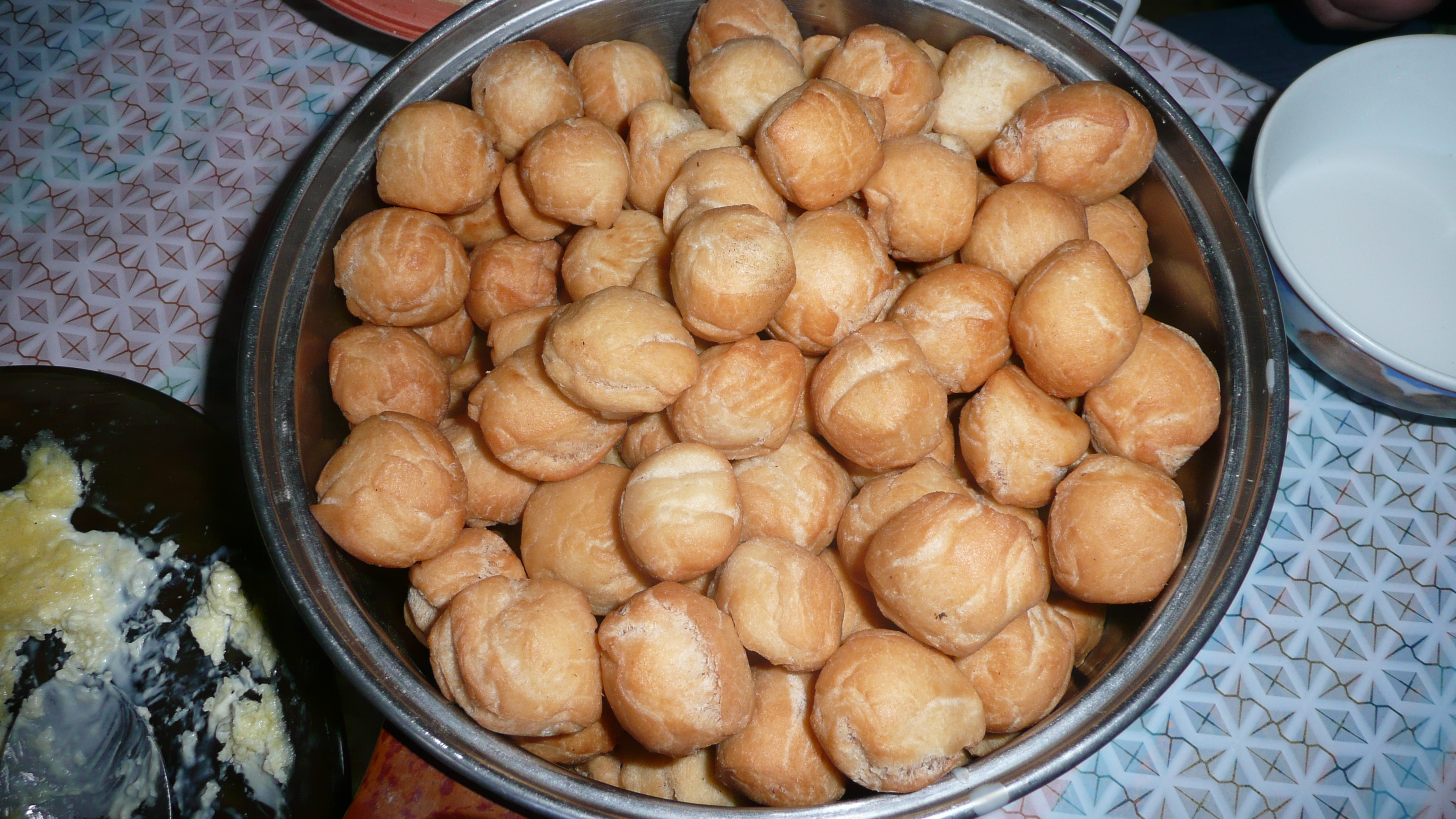
Tradiční dezert boorcog

## Tradiční nápoje
Typickým mongolským nápojem je ajrag (kumys), což je zkvašené kobylí mléko nakyslé chuti s nízkým obsahem alkoholu. Dalším oblíbeným nápojem je slaný mléčný čaj (süütei tsai), lehký mléčný likér (shimiin arkhi) či různé kefíry a jogurtové nápoje. V důsledku ruského vlivu je zde oblíbená vodka či jiné obilné destiláty.

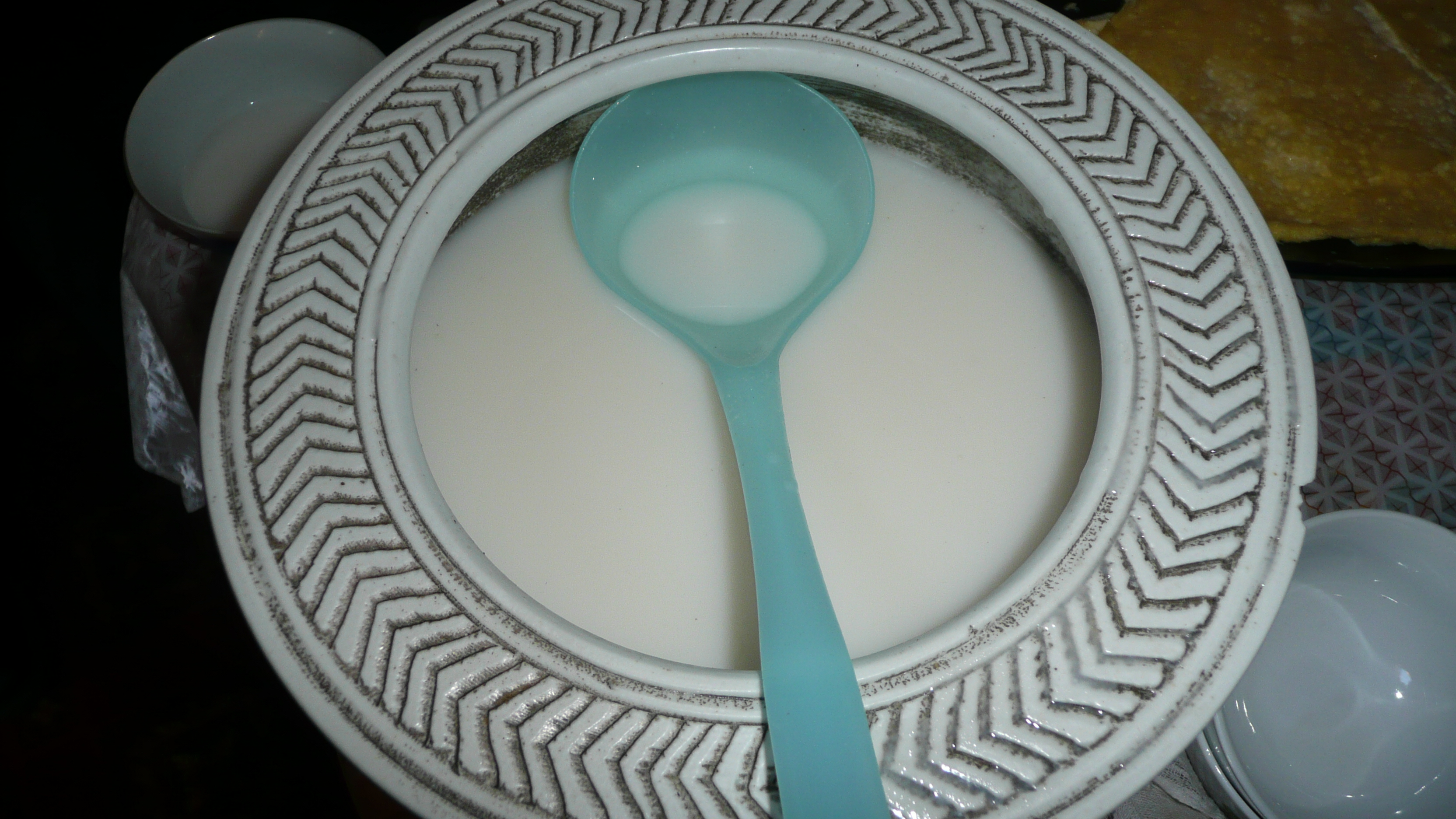
Kumys
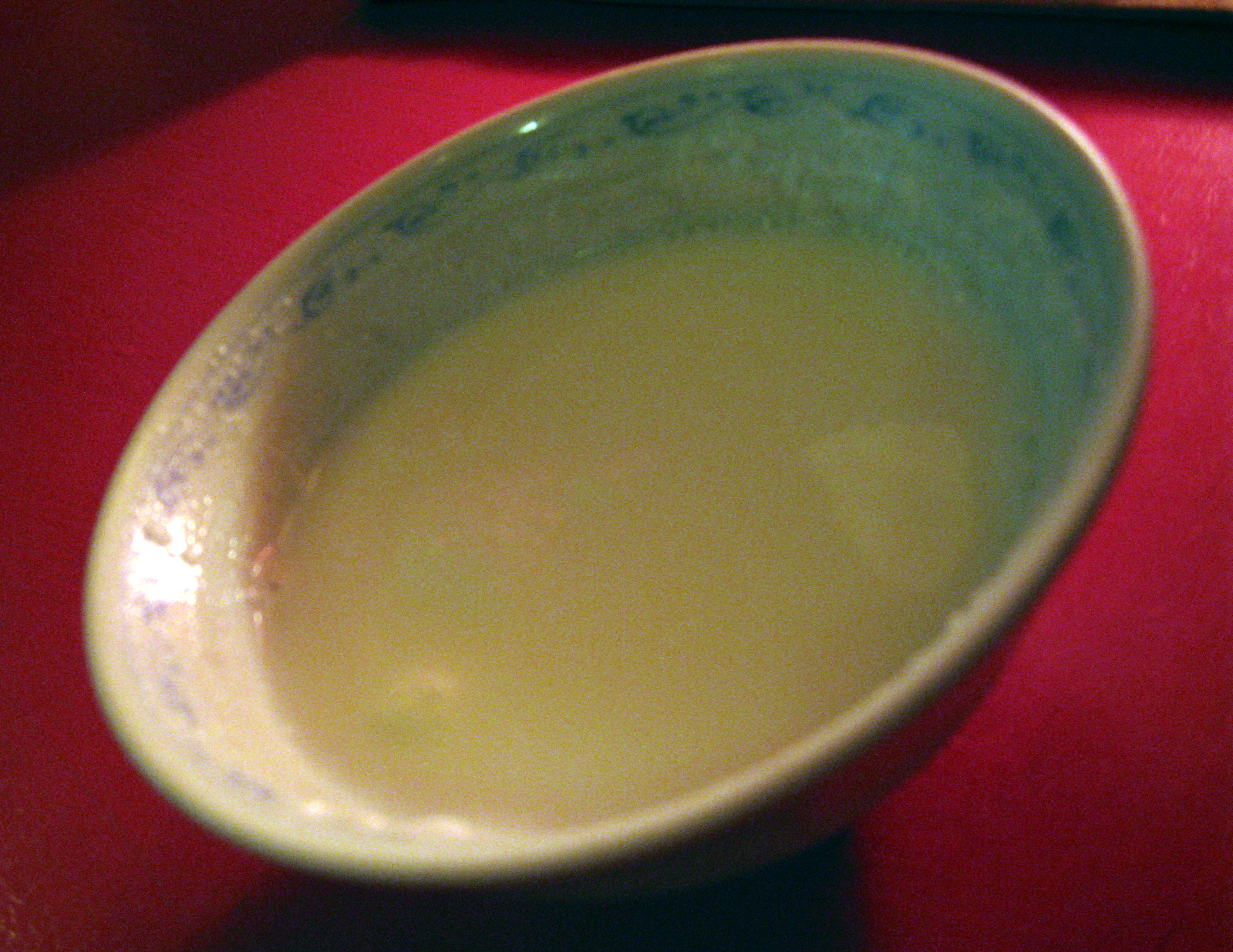
Miska kumysu
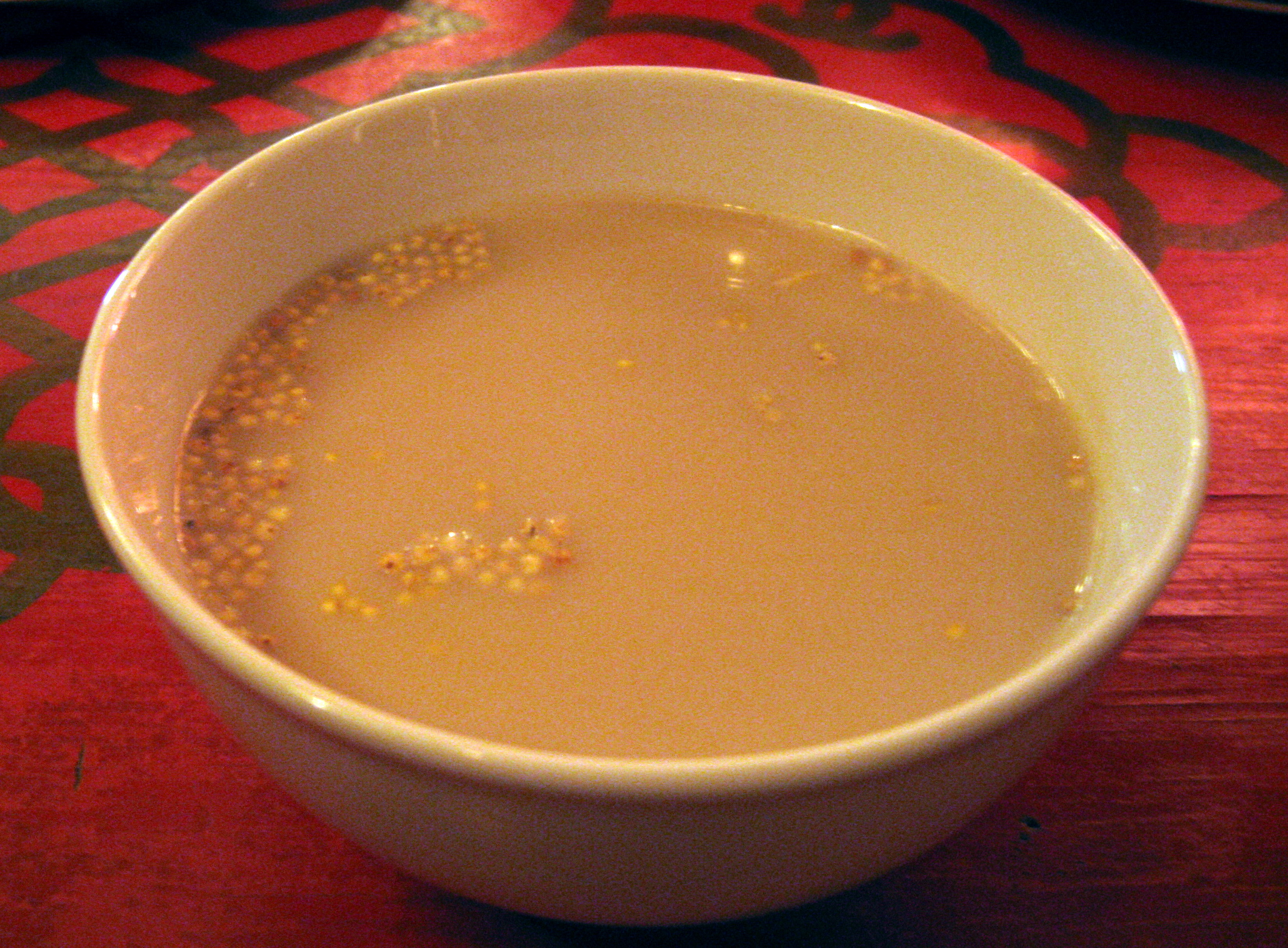
Slaný mléčný čaj süütei tsai